# Helsingforsdeklarationen
Helsingforsdeklarationen från 1964 föreskriver etiska regler för forskning på människor. Deklarationen antogs av World Medical Association (WMA) och riktas till läkare och andra som deltar i medicinsk forskning. Deklarationen är en central forskningsetisk riktlinje. Den är inte juridiskt bindande men påverkar nationell lagstiftning i olika länder. Deklarationen avser all forskning som använder sig av prover och data som går att identifiera. En av de mest grundläggande principerna i deklarationen är att omsorgen om individen ska vara i centrum, det vill säga gå före både vetenskapens och samhällets intressen. Till de etiska riktlinjerna hör att man måste ha informerat samtycke från en försöksperson, eller för omyndiga personer en person som har försökspersonens bästa för ögonen. I deklarationen kan man också läsa att deltagarnas privatliv måste värnas om och den information man erhåller måste vara konfidentiell.
Internationella läkarförbundet har förbundit sig att följa deklarationen, och ingen tidskrift får publicera artiklar om forskning som inte utförts i enlighet med den.
Deklarationen har uppdaterats 9 gånger sedan den skrevs fram till år 2013.